# Friedrich Gaulstich
Friedrich Gaulstich (* unbekannt; † 14. Oktober 1943 im Vernichtungslager Sobibór) war zunächst in der Zentrale der Aktion T4 tätig.  Er bekleidete vermutlich den Rang eines SS-Scharführers und kam wenige Wochen vor dem Aufstand von Sobibór ins Vernichtungslager Sobibór, in dessen Verlauf er in der Tischlerwerkstatt durch Beilhiebe des Lagerhäftlings Schlomo Lajtman getötet wurde. Über das Leben von Gaulstich ist nichts bekannt.
Es wird auch angenommen, dass er möglicherweise Paul Stich hieß.